# Waiting for Sunset
Waiting for Sunset ist eine 2007 gegründete Post-Hardcore-Band aus Almería, Andalusien, Spanien.

## Geschichte
Gründer der Gruppe sind José María „Gotche“ Crespo (Gesang) und Ignacio Miguel Muñoz Escanella (Gitarre). Nachdem das Duo das erste Jahr mit Schreiben erster Songs und ein paar lokale Showauftritte verbrachte, siedelte die Gruppe nach Granada um. Dort stießen die drei Musiker Jesús Martí (Gitarre, Gesang), Jorge Rodríguez (Schlagzeug) und María José Ferrer (Bass) zu Crespo und Escanella.
Es folgte eine Tour durch Spanien, ehe die Gruppe 2010 vom österreichischen Metal-Label Noisehead Records (u. a. Before the Fall) unter Vertrag genommen wurde. Mit Mario Jezik produzierte die Gruppe ihr Debütalbum A Reason to Be Found, das am 11. Februar 2011 erschien und weltweit erhältlich ist. Die Gruppe gab kurz nach der Veröffentlichung ihres Albums ein Interview in der spanischen Version des Kerrang! Magazins. A Reason to Be Found wird in Online-Shops von bekannten Labels, darunter Relapse Records und Nuclear Blast, sowie bei Online-Händler, wie Amazon, ITunes, Spotify und EMP vertrieben. Es erschien ein Musikvideo zum Song In My Head.
Am 14. Juli 2012 gab die Band bekannt sich von ihrem bisherigen Schlagzeuger Jorge Rodríguez getrennt zu haben. Als Grund wurden persönliche Differenzen zwischen Rodríguez und Sänger José María Crespo genannt.

## Diskografie

### Alben
- 11. Februar 2011: A Reason to Be Found (Noisehead Records)
- 21. Februar 2019: Hope of Fire (Maldito Records)

## Videos
- 2011: In My Head
- 2011: Six Feet Under